# Juan Galindo
Juan Galindo (1802 – Tegucigalpa, 1839) è stato un esploratore e archeologo costaricano.
Combatté per l'indipendenza centramericana dalla Spagna, guidando la carica che conquistò la fortezza di Omoa, ultima resistenza spagnola in America centrale.

## Biografia
Il padre di Galindo, Philemon Galindo, era ufficiale governativo in Costa Rica. Era di origini spagnole, inglesi ed irlandesi, ma le voci secondo cui Juan Galindo sarebbe nato in Irlanda come "John Gallager" non sembrano avere basi concrete.
Galindo lavorò per il governo delle Province Unite dell'America Centrale. Oltre ai suoi doveri militari, era incaricato come governatore di Petén e agente diplomatico a L'Avana e negli Stati Uniti. In questo periodo scrisse opere sulle condizioni locali, sulla topografia e sulla geografia del posto.
Galindo esplorò e raccontò numerose antiche rovine Maya, tra cui Palenque e Copán. Sono opere importanti trattandosi del primo ad aver notato la somiglianza tra i Maya contemporanei e le immagini scolpite nelle rovine. Contrario all'idea che le vecchie architetture Maya fossero state create da antichi egizi, polinesiani o addirittura dalle dieci tribù perdute d'Israele, ipotizzò che fossero state erette dagli antenati dei Maya contemporanei.
Galindo era un sostenitore del governo liberale del presidente Francisco Morazán. Quando scoppiò la guerra civile nell'America centrale, combatté numerose battaglie, venendo ucciso quando l'esercito nicaraguense entrò a Tegucigalpa.
| Controllo di autorità | VIAF (EN) 295992444 · LCCN (EN) no2013010169 · GND (DE) 117671398 |